# Calatafimi vasútállomás
A Calatafimi vasútállomás egy vasútállomás Olaszországban, Szicília régióban, Trapani megyében, Calatafimi-Segesta településen. Forgalma alapján az olasz vasútállomás-kategóriák közül a bronz kategóriába tartozik.

## Vasútvonalak
Az állomást az alábbi vasútvonalak érintik:
- Piraineto–Trapani-vasútvonal
- Salemi–Kaggera-vasútvonal